# Pimpinella huillensis
Pimpinella huillensis är en flockblommig växtart som beskrevs av Friedrich Welwitsch och Adolf Engler. Pimpinella huillensis ingår i släktet bockrötter, och familjen flockblommiga växter. Inga underarter finns listade i Catalogue of Life.